# Добровольче формування територіальної громади
Добровольче формування територіальної громади (ДФТГ) — в Україні це воєнізований підрозділ, сформований на добровільній основі з громадян України, які проживають у межах території відповідної територіальної громади, який призначений для участі у підготовці та виконанні завдань територіальної оборони.
Добровольці не є військовими, але підпорядковуються командиру найближчого батальйону тероборони.
Кожна громада має право на створення добровольчого формування територіальної громади (ДФТГ). Згідно із законом, якщо п'ятеро та більше мешканців громади виявили бажання створити добровольче формування, то скликаються загальні збори із представниками ініціативної групи, органів місцевого самоврядування і військової частини тероборони.

## Підрозділи
- Батальйон оперативного реагування «Луцьк»

Колишні
- Окремий батальйон спеціального призначення «Дике поле»
- Добровольче формування територіальної громади «Хартія»
- Добровольче формування територіальної громади «Поліська Січ»